# Nina Claassen (Regisseurin)
Nina Claassen (* 1970 in Hamburg) ist eine deutsche Regisseurin, Autorin und Schauspieltrainerin.
Neben ihrer Tätigkeit als Regisseurin arbeitete Claassen als Dozentin an der Leuphana Universität in Lüneburg, für die SAT.1 Talent Class sowie an der Stage School Hamburg. Seit 2005 ist sie außerdem als Schauspielcoach für TV-Produktionen tätig.

## Inszenierungen
- 2000: Leseprobe Sartre – Eigenes Stück (Hamburger Kammerspiele)
- 2003: Kopfüber – Eigenes Stück (St. Petersburg und Hamburg, ausgezeichnet durch die Robert-Bosch-Stiftung)
- 2003: Der schönste Tag – Hartmut Schrewe (Stage School Hamburg)
- 2004: Zwischenstation – Eigenes Stück (Stage School Hamburg)
- 2004: Ein Sommernachtstraum – William Shakespeare (Schloss Seußlitz, Dresden)
- 2006: Minimal Love – Performance nach Musik von Steve Reich (Hamburger Theaternacht)
- 2008: Deutschlandlied – Eigenes Stück (Hamburger Medienbunker)
- 2009: Viel Lärm um Nichts – William Shakespeare (Schloss Mondsee, Österreich)
- 2010: Differenz schafft Kommunikation – Ein Projekt mit deutschen und indischen Jugendlichen sowie deutschen Studierenden (Mahabalipuram, Indien)